# Jaroslava Pavlovitj
Jaroslava Pavlovitj, född den 2 november 1969 i Pinsk i Vitryssland, är en vitrysk roddare.
Hon tog OS-brons i åtta med styrman i samband med de olympiska roddtävlingarna 1996 i Atlanta.